# بوليديستيس
بوليديستيس (باليونانية: Πολυδέκτης) هو الملك الرابع لأسبرطة من سلالة يوريبونتيد،وأب تشاريلوس الذي سيحكم أسبرطة فيما بعد بعد إيونوموس

## وصلات خارجية
- مولر، كارل أوتفريد تاريخ وآثار السلالة الدوريون. (باللغة الإنجليزية)